# Haus Rheinpark

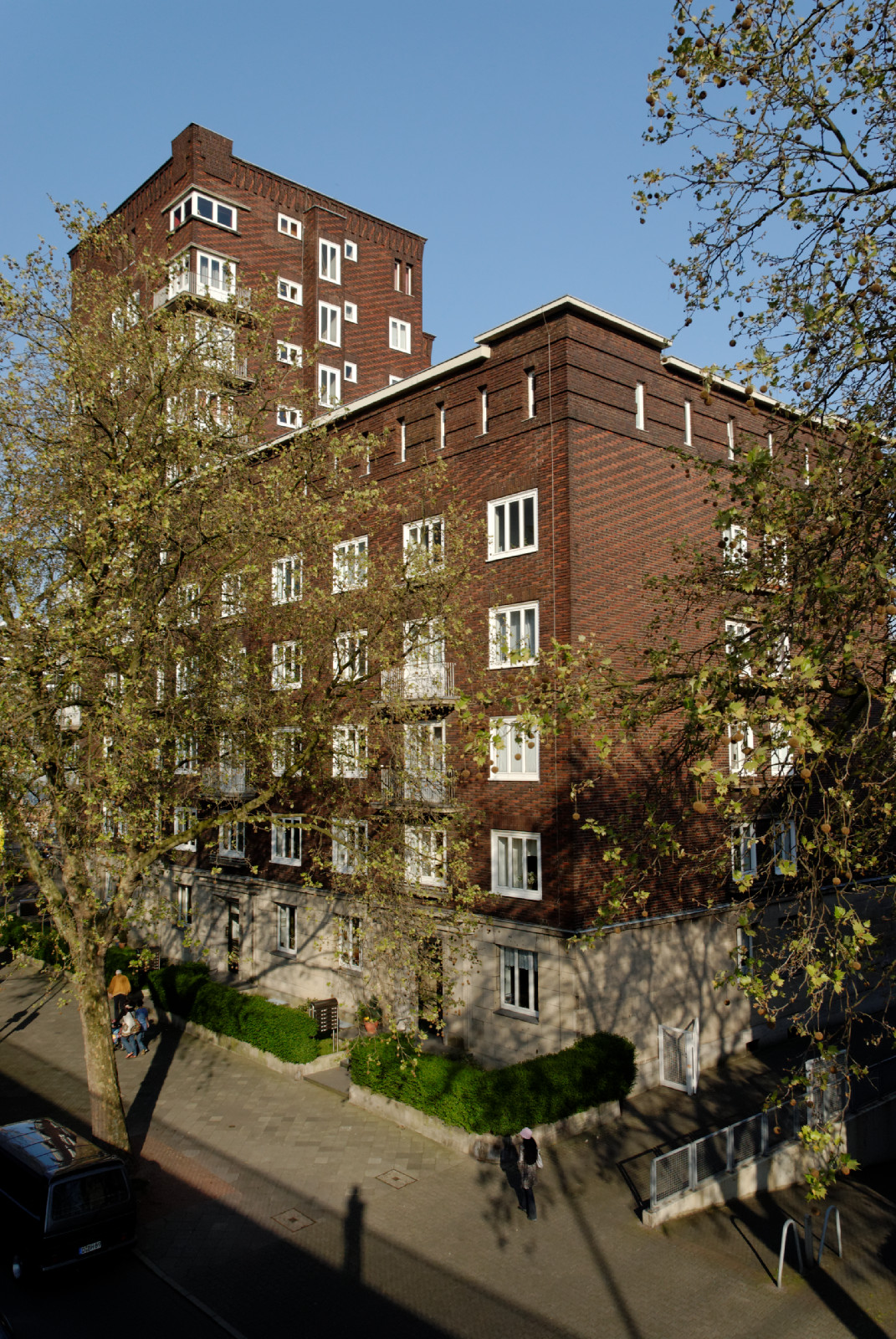
Bereich Uerdinger Straße 19 bis 25 mit südlichem Turmhaus, Ansicht von Westen, 2008

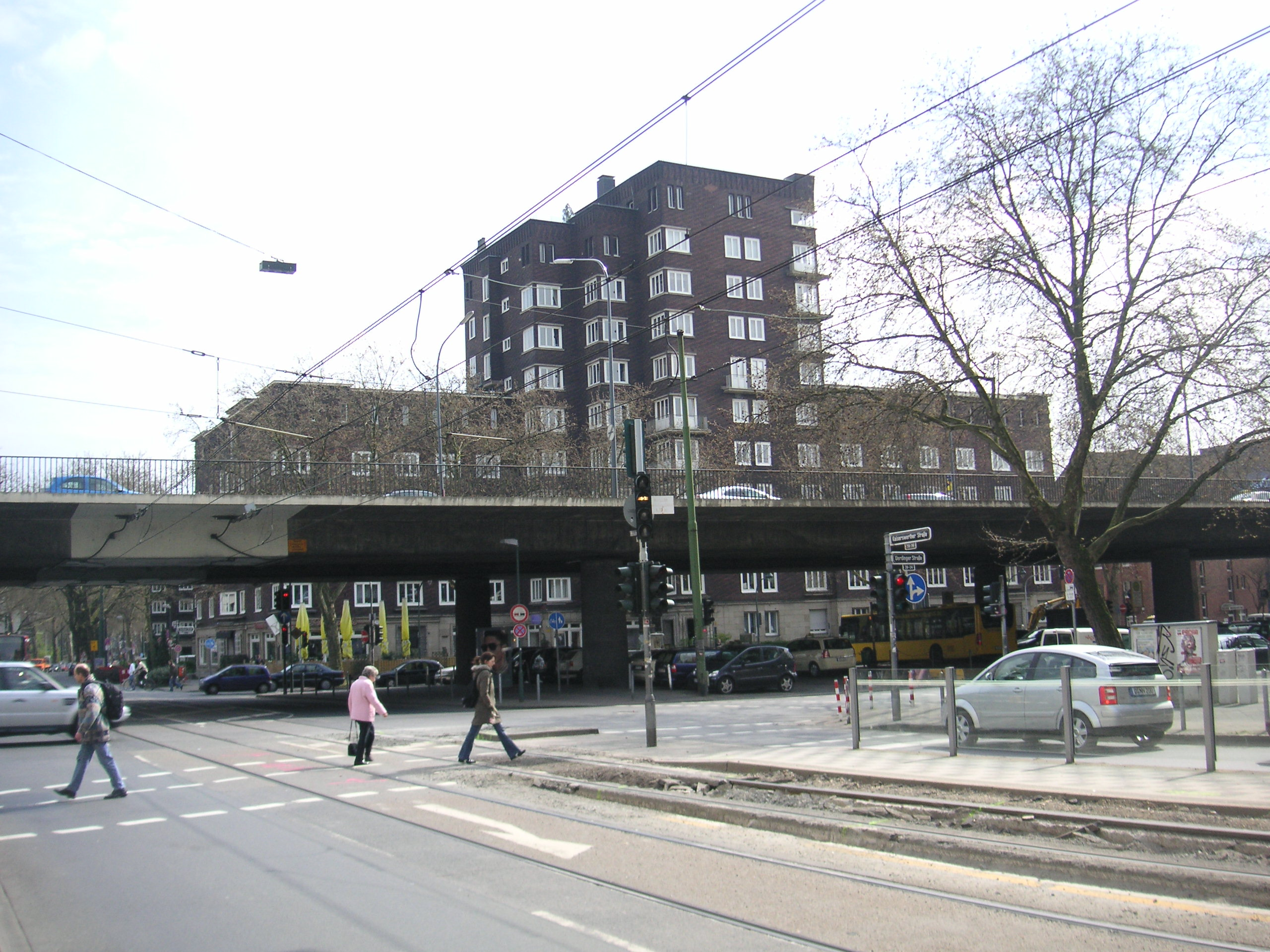
Ansicht von Norden, 2008

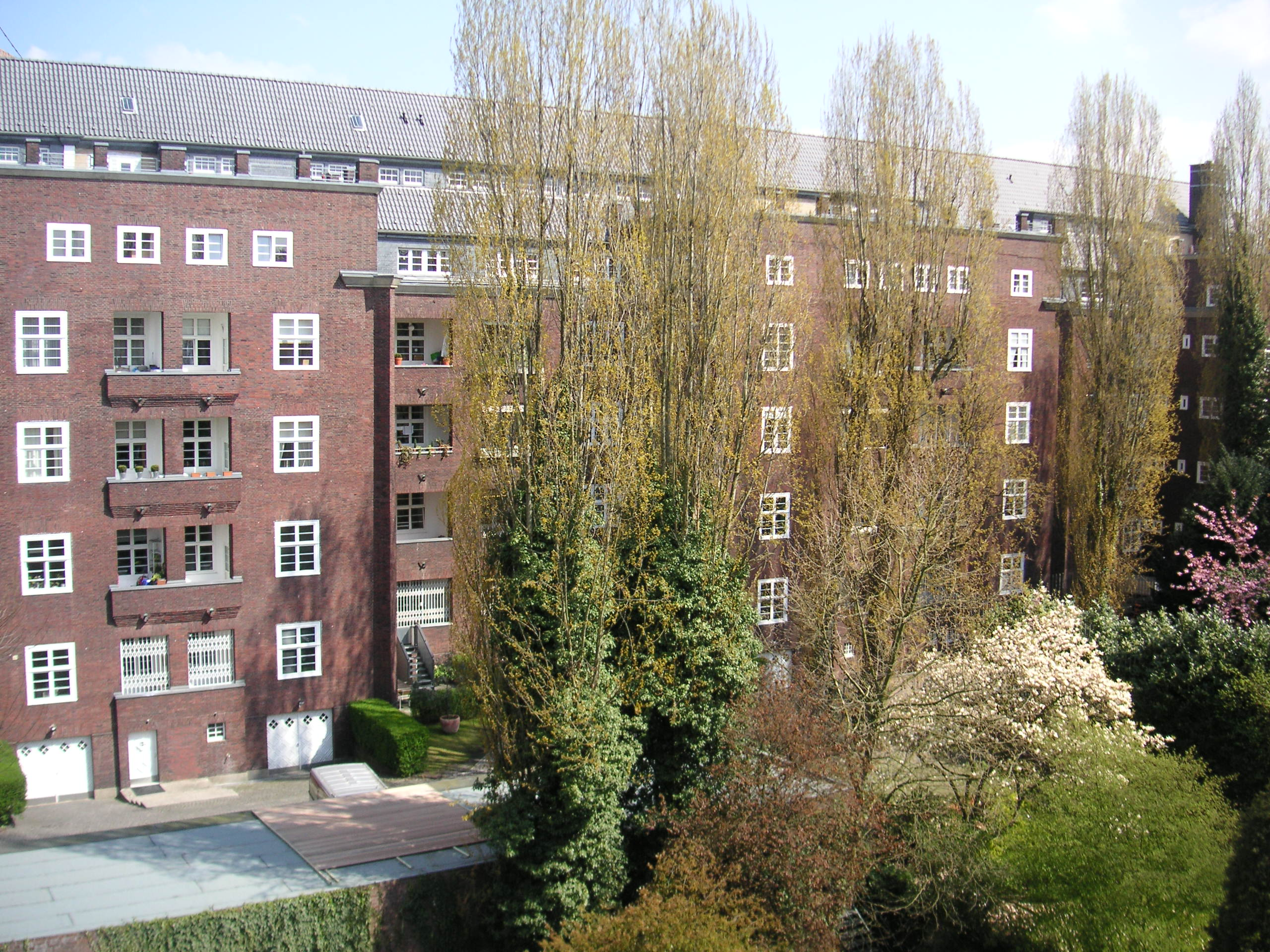
Innenhof, 2008

Das Haus Rheinpark ist eine mehrgeschossige Wohnhausgruppe an der Westseite der Kaiserswerther Straße und auf beiden Seiten der Uerdinger Straße in Düsseldorf-Golzheim. Die Anlage in der Architektur des Neuen Bauens enthält neben sechsgeschossiger Blockrandbebauung zwei symmetrisch gestaltete, elfgeschossige Eck- und Turmhäuser, die frühe Beispiele für den Bau von Wohnhochhäusern in Europa darstellen.

## Geschichte und Beschreibung
Im März 1928 begann die Bauunternehmung Salz & Schmitz mit der Errichtung der Anlage, die mehr als 200 Wohnungen enthält. Die beiden monumentalen Wohntürme der Anlage waren innerhalb von siebeneinhalb Monaten schlüsselfertig und nach künstlicher Trocknung bezugsreif. Die Wohnungen waren als drei-, vier-, fünf und sechsräumige „Mittelstandswohnungen“ mit komfortablen, gekachelten Bädern, Kellerräumen und „Mädchenkammern“ konzipiert. Eine durch Pumpen unterstützte „zentralisierte Niederdruckwarmwasserheizung“ besorgte die Beheizung der Wohnungen. Fließendes kaltes und warmes Wasser stand nicht nur in den Küchen und in Bädern, sondern auch in den Schlafzimmern zur Verfügung. Mit Rücksicht auf die große Anzahl der Wohnungen wurde auf die Anlage von Waschküchen und Trockenböden verzichtet und eine mit speziellen Maschinen ausgestattete Wäscherei und „Trockenanstalt“ eingerichtet. Außerdem verfügte die Anlage über mehrere Garagen sowie eine einheitlich gestaltete Gartenanlage mit mehreren Kinderspielplätzen. Für die oberen Wohnungen in den Turmhäusern wurden je zwei Fahrstühle vorgesehen.
Die Architektur zeigt eine aufwendige Fassadengestaltung. Über den mit Tuffstein und Muschelkalk verkleideten Erdgeschossen mit Werksteingesims als oberem Abschluss erheben sich polychrome Backsteinfassaden mit plastisch ausgebildeten Attikageschossen. Die Türlaibungen der portalartig gestalteten Hauseingänge sind teilweise durch grüne Keramikplatten mit floralen Motiven verkleidet. Dreigeschossige Erker auf dreieckigem Grundriss oder kleine Balkone betonen die Achsen einiger Hauseingänge.
Der Architekt der Anlage war der Schweizer William Dunkel, der nach einem Studium an der Technischen Hochschule Dresden in den Jahren 1917 und 1918 bei dem Düsseldorfer Architekten und Hochschullehrer Wilhelm Kreis gearbeitet und später ein eigenes Atelier in Düsseldorf eröffnet hatte. Seine Planung bezog sich auf ein städtebauliches Konzept, wonach die Uerdinger Straße auf 65 Meter erweitert worden war, um die Achse einer geplanten zweiten Düsseldorfer Rheinbrücke aufzunehmen, die zur Entlastung der Oberkasseler Brücke geplant war. Auf diese geplante Brücke bezog sich Dunkel, indem er die 38 Meter hohen Eck- und Turmhäuser der Anlage als ein „städtebauliches Portal“ zu beiden Seiten der Brückenachse symmetrisch ausbildete. Die Brücke wurde in Gestalt der Theodor-Heuss-Brücke erst 1957 fertiggestellt.